# 家資分散法
家資分散法（かしぶんさんほう、明治23年法律第69号）は、個人が負っている債務に対して債権者の申立てにより強制執行が行われたにもかかわらず、債務者がその債務を完済できなかった場合の処理について定めていた法律。現在の破産法の前身の一つとされる。旧破産法（大正11年法律第71号）の施行に伴い廃止された。

## 沿革
江戸時代において、債務を完済できなくなった場合の手続としては、公事方御定書や民間の慣習法により身代限や分散といった制度が定められていたが、これは町人や百姓にしか適用がないという封建主義的な性格を有していた。
明治維新後、日本が近代国家の一員となるためには、近代的な破産制度を設ける必要があった。特に開国以降頻繁となった外国人との商取引により、外国の法制度を参酌した破産制度が必要となった。そこでまず、1872年（明治5年）に華士族平民身代限規則（明治5年太政官布告第187号）を制定して、フランス法を参考として差押禁止物を定めたほか、身代限及び分散の身分的性格を排除した。

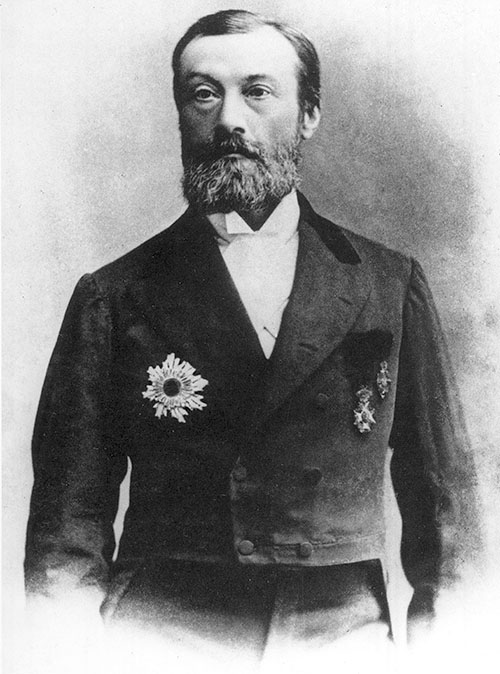
ヘルマン・ロエスレル

その後、お雇い外国人であるヘルマン・ロエスレルが商法典の編纂を行い、フランス法を参考として作られた旧商法（明治23年法律第32号）が施行された。同法では破産手続についても定めていたが、同時に同法は商人破産主義を採用したため、商人でない自然人については取り扱っていなかった。
○商法（明治二十三年法律第三十ニ号）
第九百七十八條　商ヲ為スニ当リ支払ヲ停止スル者ハ自己若クハ債権者ノ申立ニ因リ又ハ職権ニ依リ裁判所ノ決定ヲ以テ破産者トシテ宣告セラル但此決定ニ対シテハ即時抗告ヲ為スコトヲ得
そのため、商人ではない自然人が支払不能となった場合について別に定めたのが本法である。

## 制度概要
- 民事訴訟法に基づく強制執行によりその義務を履行できない（無資力）債務者に対して、管轄裁判所は、申立て又は職権により家資分散者の宣告の決定を行う（第1条第1項）。なお、その決定は口頭弁論を経なくてもよい（第1条第2項）。
- 家資分散者の宣告に対しては、即時抗告で争うことができる（第1条第3項）。
- 家資分散者の宣告は、市町村及び市町村の掲示板で公告する（第3条）。
- 家資分散者の宣告を受けた者は、宣告を受けた日から選挙権・被選挙権を失う（第4条第1項）。
- 家資分散者の復権については、旧商法（明治23年法律第32号）の規定を準用する（第4条第2項。準用の詳細については#懲戒主義を参照）。
- 従前の法律で身代限について権利制限を設けていた場合、家資分散の宣告を受けた者にもこれを適用する（第5条）。

## 特色

### 管財手続の不採用
本法では裁判所が家資分散の宣言を行ったら、これを公告するだけで手続はすべて終了となる。すなわち、現行の破産法（平成16年法律第75号。以下「現行破産法」という。）のように裁判所が破産管財人を選任して破産財団を換価し、債権者に平等に分配するという管財手続を一切行わない（そもそも債権者が競合することを考慮していない）。
これは本法制定当時、身代限において管財手続を担当していた戸長が市制・町村制の制定により廃止されて社会における司法を担う人的リソースが不足する中、支払不能状態に陥る自然人が多数生じている状態にあったため、管財手続を要しない簡易な手続を採用せざるを得ず、その代わりに、後述の懲戒主義によって債権者の保護を図ったものと考えられている。

### 非免責主義
本法には免責の制度が存在しなかった。これは当時の旧商法における破産手続と同様であるが、同商法を起草したロエスレルが、手続を債権者の利益のための制度と考え、債務者の利益を考慮外に置いてしまったためと考えられている。
つまり、家資分散法の規定に基づいて家資分散者の宣告を受けたとしても、残債務については一切免除がなされず、そのまま支払い続けなければならなかった。そのため、債務者の保護や更生には全く資さない制度であった。
なお、現在は現行破産法第253条第1項により免責主義を採用しており、破産者は免責許可決定により残債務の支払いを免れることとなっている。
○破産法（平成十六年法律第七十五号）
　（免責許可の決定の効力等）

第二百五十三条　免責許可の決定が確定したときは、破産者は、破産手続による配当を除き、破産債権について、その責任を免れる。（略）

### 懲戒主義
家資分散者の宣告を受けた者は、裁判所及び市町村の掲示板において公告されるほか、前科者名簿と共に「家資分散者等名簿」が備え付けられ（司法省訓令民刑第104号）、選挙権及び被選挙権を喪失（本法第4条第1項）し、各種の資格制限を受ける等、多大な不利益を受けることとなった。
これらの不利益を解除（復権）する手続については、旧商法（明治23年法律第32号）第1055条以下の破産における復権の規定が準用されていたが（本法第4条第1項）、非免責主義を採用している以上は当然ながら、原則として復権のためには利息・費用を含めた残債務を全額支払わなければならなかった。
○商法（明治二十三年法律第三十ニ号）
第千五十五條　復権ヲ得ルニハ協諧契約ノ調ヒタルト否トヲ問ハス破産者カ元債、利息及ヒ費用ノ全額ヲ債権者総員ニ弁償シタルコト又所在ノ知レサル為メ未タ弁償ヲ受ケサル債権者ニ全額ヲ弁償スル準備及ヒ資力アルコトヲ証明ス可シ
これは、ロエスレルが、債務を支払えないことは道徳上非難されるべきことであって懲罰すべきと考えていたことに由来すると考えられている。また、家資分散者の宣告を受けることにより社会から排除されるという制裁のシステムが構築されることによって、家資分散者としての宣告を受けるくらいであれば財産隠しをせずに全て債務の弁済に当てるだろうという、威嚇効果による債権の満足を企図したものとも考えられている。
なお、免責主義を採用する現行破産法では、破産手続開始決定の後は各種資格制限を受けるものの、免責許可と同時に復権する（現行破産法第255条第1項第1号）。
○破産法（平成十六年法律第七十五号）
　（復権）

第二百五十五条　破産者は、次に掲げる事由のいずれかに該当する場合には、復権する。（略）
　　一　免責許可の決定が確定したとき。

## 廃止
商人破産主義を採用した旧商法（及びそれにより制定された本法）は、そもそも破産が商人だけのための制度であったのは中世の残滓であり対象を限定すべきではないと当時から考えられていた（なお、当時においても商人破産主義を採用していたのはフランス法系だけであった）。
また、債権者の保護に重点を置きすぎ、非免責主義や懲戒主義を採用する旧商法及び本法については、債務者の保護に欠けるものであり、当時から時代遅れのものとして根強い批判があった。
そこで、1902年（明治35年）ごろから改正に係る検討が始まり、1923年（大正12年）に商人も非商人も同一の破産手続の中で扱うとする一般破産主義を採用した旧破産法が施行され、旧商法の破産に係る規定及び本法は役割を終えることとなった。